# César d'Albret
Pour les articles homonymes, voir Albret et Maison d'Albret.
César Phébus d'Albret (né en 1614, mort à Bordeaux le 3 septembre 1676), comte de Miossens, sire de Pons, prince de Mortagne, souverain de Bedeilles, est un militaire français, maréchal de France et chevalier des ordres du roi.
Parent éloigné d'Henri IV (dont la mère était Jeanne d'Albret), cousin germain du marquis de Montespan (par sa mère Anne de Pardaillan, ci-dessous), son attachement à Anne d'Autriche et à Mazarin pendant la Fronde le fit, plutôt que ses talents, nommer maréchal de France (1er juin 1653), il quitta alors le nom de Miossens pour prendre celui d'Albret.

## Biographie
César-Phébus d'Albret est le fils de Henri II d'Albret, baron de Coarraze, seigneur de Pons, baron de Miossens (les d'Albret de Miossens sont issus de Charles II d'Albret), et d'Anne de Pardaillan de Gondrin, dame d'Escandille (fille d'Antoine-Arnaud de Pardaillan de Gondrin).
Il fait ses premières armes au service des Provinces-Unies, sous les ordres de Maurice d'Orange-Nassau et Jean de Werth, dans la guerre contre les Espagnols.

Il est fait maître de camp d'un régiment d'infanterie française aux côtés de son père dans l'armée de Lorraine en 1635 et commande le régiment de Miossens au siège de Corbie en 1636.

Capitaine au régiment des Gardes en 1639, il devient enseigne puis lieutenant des Gendarmes de la Garde ordinaire du Roi en 1644, qu'il commande en second sous la Fronde.
Familier du jeune Condé, il se donne pourtant au parti de Mazarin : en janvier 1650, c'est lui qui est chargé de conduire Conti, Condé et Longueville, qui viennent d'être arrêtés, au donjon de Vincennes. À titre de représailles les frondeurs alliés aux Espagnols et ayant à leur tête Henri prince de Tarente, lieutenant de Condé, s'emparent de Pons et mettent la ville à sac. 

En récompense de son attitude loyaliste, Mazarin lui promet le grade de maréchal de France et le titre de duc.
Mais le Ministre de la reine avait pour lors d'autres soucis bien plus graves avec le développement de la Fronde... Et ce n'est qu'en février 1653 que César-Phébus obtient péniblement, à travers démarches et intrigues de cour, son grade de maréchal de France. Quant au titre de duc, les intrigues resteront sans succès.
Il servit en qualité de maréchal de camp aux sièges et prises de Mardyck et de Dunkerque en 1646. « Il avoit alors 39 ans et avoit très peu servi, jamais nulle part en chef et depuis ne vit plus la guerre » (Saint-Simon). L'abbé d'Aumont, qui avait loué une loge à la Comédie, dont le maréchal s'était emparé, s'écria, forcé de lui céder la place : « Voyez le beau maréchal, il n'a jamais pris que ma loge ! ».

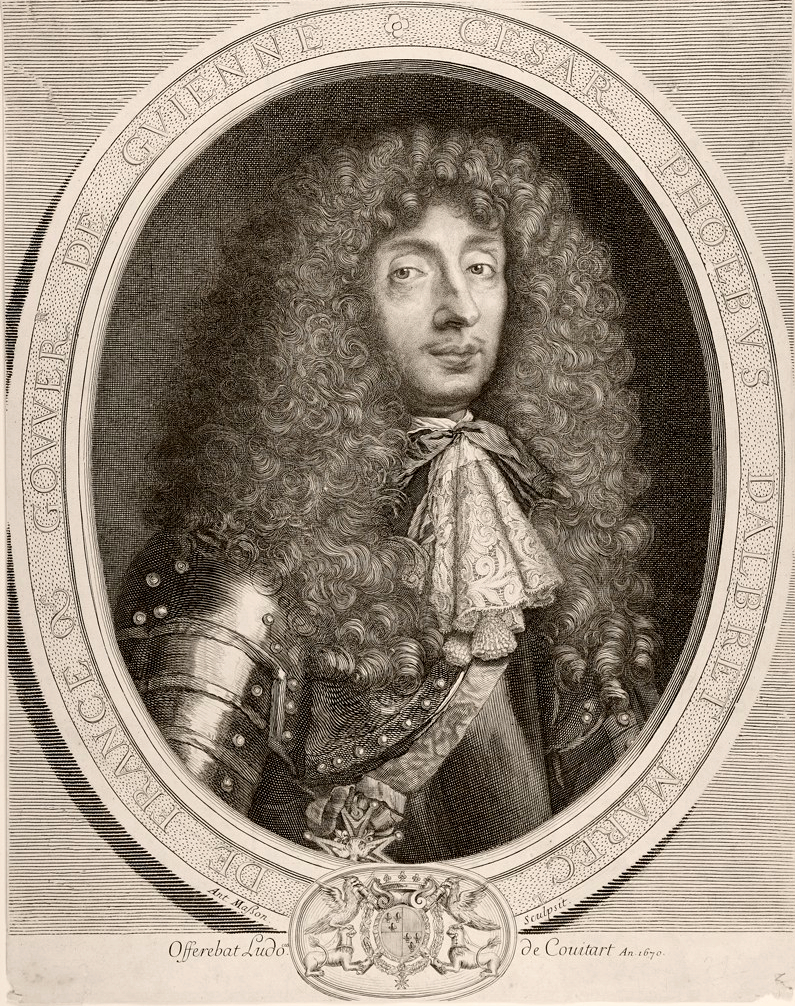
Le Maréchal d'Albret alors gouverneur de Guyenne entre 1668 et 1676.

Il est nommé, avec l'appui de Turenne, chevalier de l'Ordre du Saint-Esprit le 31 décembre 1661, continuant ainsi la tradition commencée en 1578 avec son aïeul Antoine de Pons et suivie par son père Henri II, puis nommé gouverneur de Guyenne au mois de novembre 1670 par la faveur de la marquise de Montespan devenue la maîtresse de Louis XIV.
En 1675, il mène une véritable campagne, avec énergie, contre l'émeute populaire des Bordelais, ayant pour cause l'impôt sur le timbre, le tabac et, victorieux, il fit démolir la porte Sainte Croix et 500 toises de remparts.
Saint-Simon, en fit un portrait incisif et sans concession : "C'était un homme d'esprit, de main, de tête et plus encore d'intrigue..." Et encore ... "C'était un homme qui sans avoir beaucoup servi et jamais en chef, se faisait fort compter par son esprit, sa hardiesse, son adresse et sa magnificence. Il tenait grand état partout et avait chez lui, à Pons, la meilleure compagnie".
Mais ses exploits galants sont autrement considérables que ses exploits militaires. La liste de ses maîtresses est fort longue : Marion Delorme, Ninon de Lenclos bien sûr, dont il aurait eu un fils, Marguerite de Béthune-Sully, Madame d'Olone ...
Il fréquenta aussi Françoise d'Aubigné (future Madame de Maintenon), mais elle-même nous dit : " Le maréchal d'Albret est mon ami de tous les temps : Je ne sache pas qu'il ait été mon amant".
Devenue veuve de Scarron, elle se réfugie à l'hôtel d'Albret, c'est là qu'elle connaît Madame de Montespan, épouse d'un cousin issu de germain du maréchal, et aussi Bonne d'Heudicourt (sa parente par la famille de Pons) grâce à qui Madame de Montespan lui confia l'éducation des enfants qu'elle eut de Louis XIV. L'aumônier de cet hôtel était l'abbé François Gobelin (16..-1692)

## Mariage et descendance
Il épouse, le 6 février 1645, Madeleine de Guénégaud, fille de Gabriel de Guénégaud, seigneur du Plessis-Belleville, Secrétaire d'État à la Maison du Roi dont il eut :
- Marie-Françoise d'Albret (1650-1692), mariée en 1662 avec son cousin, Charles Amanieu d'Albret, sire de Pons, comte de Marennes, appelé le marquis d'Albret, mestre de camp du régiment d'Albret, tué au château de Pinon le 6 août 1678 ; remariée en 1682 avec Charles de Lorraine (1648-1708), comte de Marsan.

## Armoiries
| Figure | Blasonnement                                                                    |
|        | Écartelé en 1 et 4 d'azur aux trois fleurs de lys d'or et en 2 et 3 de gueules. |